# NGC 3063
NGC 3063 est paire d'étoiles située dans la constellation de la Grande Ourse. L'astronome germano-britannique William Herschel a enregistré la position de cette paire d'étoiles le 30 septembre 1802.